# Sesto Calende
Sesto Calende (Sèst en dialecte de Varese) és un municipi italià, situat a la regió de Llombardia i a la província de Varese. L'any 2010 tenia 10.830 habitants.
Es troba a la riba esquerra del riu Ticino.